# Tift County
Tift County is een county in de Amerikaanse staat Georgia.
De county heeft een landoppervlakte van 686 km² en telt 38.407 inwoners (volkstelling 2000). De hoofdplaats is Tifton.

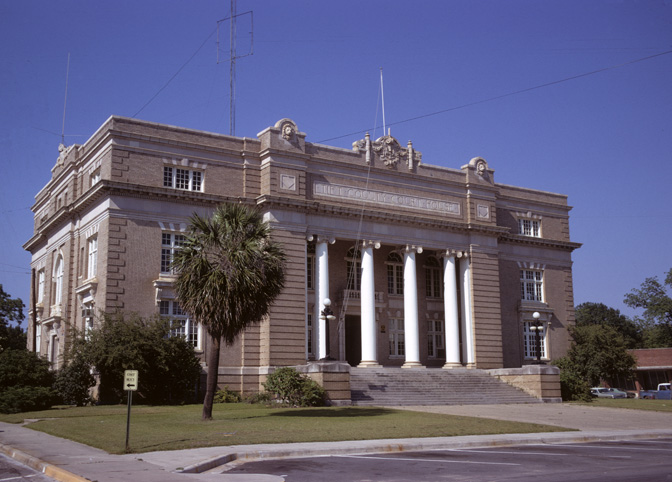
Tift County Courthouse